# New River (Belize)
Der New River ist ein Fluss im Norden von Belize. Er hat teilweise den Charakter einer Inlandlagune.
Er befindet sich größtenteils im belizensischen Distrikt Orange Walk, fließt nach Norden durch dessen Hauptort, Orange Walk Town und mündet im Distrikt Corozal in die Bucht von Corozal.
Der Fluss ist von besonderem touristischen Interesse, da sich an seinem Westufer die Mayaruinen von Lamanai befinden und sich die Ruinen per Boot von Orange Walk Town über den New River erreichen lassen. Der Fluss ist Lebensraum von Krokodilen.